# Oxysternon ebeninum
Oxysternon ebeninum är en skalbaggsart som beskrevs av Nevinson 1890. Oxysternon ebeninum ingår i släktet Oxysternon och familjen bladhorningar. Inga underarter finns listade i Catalogue of Life.